# Вирцбуршки дворац
Вирцбуршки дворац је дворац у Вирцбургу, Немачка. Осмислио га је познати барокни архитекта Балтазар Нојман. Изградња дворца је завршена 1744. године. Венецијански сликар Ђовани Батиста Тијеполо је са својим сином Домиником осликао зграду. Наполеон је дворац назвао „најлепши свештенички дом у Европи“. 
За време Другог светског рата дворац је доста страдао. Његова рестаурација је отпочела 1945. године.